# عناية خان (مؤرخ)
محمد طاهر (1628 - 1671) المعروف بلقبه عناية خان، كان مؤرخًا هنديًا خلال سلطنة مغول الهند. في كتابه شاهجهان ناما، سجل سيرة حياة السلطان المغولي شاهجهان .

## وقت مبكر من الحياة
وُلِد عناية خان في عام 1628، وهو نفس العام الذي اعتلى فيه السلطان شاه جهان العرش. وفي سنة 1635م، في السنة السابعة من حياته، حصل على ما يخبرنا به " منصباً مناسباً ". تم إرساله للانضمام إلى والده في كشمير عندما كان حاكمًا لمغول الهند هناك. أصبح بعد ذلك " داروغا " وكان له مكتب في المكتبة السلطنية.

## عائلة
ظفر خان والد عناية خان كان وزير جهانجير . في عهد شاه جهان ، كان في وقت من الأوقات حاكمًا لكابل ، وبعد ذلك حاكمًا لكشمير، وخلال فترة حكمه الأخيرة نجح في غزو التبت . وفي فترة لاحقة، تم تعيينه في إدارة ثاتا . كان مشهورًا بأنه شاعر، وراعي الأدب، وحاكم عادل ومعتدل.
كان جد عناية خان لأمه، سيف خان، حاكمًا لآغرة، وعندما عيَّن شاه شجاع (أمير مغول الهند) حاكمًا على البنغال وبيهار في عام 1641، أُرسل سيف خان إلى هناك لإدارة الحكم حتى وصول شاه شجاع (أمير مغول الهند) .

## الأيام اللاحقة
كان عناية خان صديقًا مقربًا لشاه جهان . وبعد تقاعده استقر في كشمير، حيث توفي في عام 1666. 

## روابط خارجية
- "Shah Jahan-nama of Inayat Khan". 1875. ص. 79–128.